# NGC 1478
NGC 1478 est une galaxie lenticulaire relativement éloignée et située dans la constellation de l'Éridan. NGC 1478 a été découverte par l'astronome américain Ormond Stone en 1886.

## Caractéristiques
Sa vitesse par rapport au fond diffus cosmologique est de 9 871 ± 46 km/s, ce qui correspond à une distance de Hubble de 146 ± 10 Mpc (∼476 millions d'al).